# 林家とみ
林家 とみ（はやしや とみ、1883年（明治16年）11月26日 - 1970年（昭和45年）4月1日は、三味線奏者。本名は岡本 トミ（おかもと とみ、旧姓:岩崎）。上方落語でお囃子（下座）として活躍した。愛称は「おとみさん」「おはやしのおとみさん」「おとみはん」等。夫は落語家の2代目林家染丸。

## 経歴・人物
大阪の都島（現在の大阪府大阪市都島区）網島の生まれ、9人兄弟で男4人、女5人の八番目。兄弟は皆学校に通っていたが学校嫌いで、何とか勉強させようと友人に三味線の師匠がいたので稽古を始める。寄席に人手が足りないということで26歳で寄席の下座として「井戸の辻席」に出勤。師匠は3代目桂文團治の妻のまさ。大阪中の寄席の下座を勤め上げた。
1914年に2代目染丸と結婚し「林家とみ」を名乗る。新町の瓢亭、和泉町（現在の和泉市）の此花館、法善寺の紅梅亭、堀江の賑江亭、北の花月、松島花月などを掛け持ち戦後は四ツ橋文楽座、戎橋松竹、歌舞伎座地下劇場、最後は千日劇場で勤めた。
明治末から大正・戦前の上方落語の全盛期を知る寄席囃子の第一人者。太平洋戦争前後から衰退の危機にあった上方落語の楽屋での中心人物であった。特に芸事には厳しく、戎橋松竹や千日劇場では、内弟子段階の落語家や漫才師に対して厳しく接していた。門下生も多く育て、現在上方に受け継がれているお囃子や上方林家のはめものや音曲噺はほとんどがとみの残していった物である。一方で無類の酒好きとしても知られた。1969年4月の千日劇場閉館と共に事実上引退。1969年8月9日大阪三越劇場での「三越落語会」において引退披露興行が行なわれた。引退披露には東京から立川談志がかけつけ、桂文楽は「引退に惜しまれているその音じめ」の祝電を寄せた。
1962年（昭和37年）3月、大衆演芸としての初の記録作成等の措置を講ずべき無形文化財選択。
1969年4月勲七等宝冠章を受章。1969年9月、大阪日日賞（第24回）文化牌受賞。
1970年（昭和45年）4月1日、早朝7時30分に住吉区帝塚山の自宅で老衰で死去。葬儀は一心寺で行われ、演芸、放送関係者を中心に1000人以上が参列した。
2002年（平成14年）「三十三回忌を偲んで」追善寄席下座がワッハ上方演芸ホールで開催され、現在の上方林家一門、上方お囃子が総出演した。
2004年（平成16年）に第8回上方演芸の殿堂入り。
2019年（平成31年）4月1日～7日、天満天神繁昌亭の昼席公演で「林家とみ五十回忌追善・寄席囃子ウィーク」が開催された。
音源としては、朝日放送に多数残されていた出囃子やはめものの録音が1957年にレコード化された。これは2008年に「上方落語寄席囃子集」としてCDで復刻されている。
1969年（昭和44年）6月、NHKでの放送の田辺聖子原作の「極楽夫婦」のモデル、また2008年（平成20年）6月には「中村美律子特別公演中条きよし特別出演出ばやし一代」では中村美津子がとみ役を演じた。

## 当時のお囃子、長唄三味線弾き
- 池中スエ（直弟子）
- 桑原ふみ子（戦後の一時期）
- かつら枝代（2代目桂枝雀夫人 池中スエ門下）
- 森キヨ子（池中スエ門下）
- 内海英華（桑原ふみ子門下 女道楽師でもある 三味線弾きとしての名は「桑原あい子」）